# FC 08 Landsweiler-Reden
Maillots
Dernière mise à jour : 26 avril 2011.
La FC 08 Landsweiler-Reden est un club allemand de football localisé à Schiffweiler, une ville située dans l’Arrondissement de Neunkirchen, dans la Sarre.

## Repères historiques
- 1908 – 01/05/1908, fondation de FUSSBALL CLUB BORUSSIA LANDSWEILER.
- 1909 - FUSSBALL CLUB BORUSSIA LANDSWEILER fut renommé FUSSBALL CLUB TEUTONIA 08 LANDSWEILER-REDEN.
- 1919 - FUSSBALL CLUB TEUTONIA 08 LANDSWEILER-REDEN fut renommé SPORTVEREIN LANDSWEILER-REDEN.
- 1945 - SPORTVEREIN LANDSWEILER-REDEN fut dissous par les Alliés.
- 1945 – reconstitution sous la dénomination OLYMPIA SPORTVEREIN LANDSWEILER-REDEN.
- 1952 - OLYMPIA SPORTVEREIN LANDSWEILER-REDEN fut renommé FUSSBALL CLUB TEUTONIA 08 LANDSWEILER-REDEN.
- 1986 - FUSSBALL CLUB TEUTONIA 08 LANDSWEILER-REDEN fusionna avec le DEUTSCHE JUNGEND KRAFT BLAU-WEISS LANDSWEILER-REDEN pour former le FUSSBALL CLUB 08 LANDSWEILER-REDEN.

## Histoire
En 1968, le FC Teutonia 08 Landsweiler-Reden remporta la Amateurliga Saarland et fut promu en Regionalliga Südwest, une ligue à cette époque située au 2e niveau de la hiérarchie. Il redescendit après une saison.
En 2010-2011, la FC 08 Landsweiler-Reden évolue Bezirksliga Neunkirchen, soit au 9e niveau de la hiérarchie de la DFB.

## Palmarès
- Champion en B-Klasse: 1922
- Champion en Kreisklasse Mittelsaar: 1952.
- Champion en Bezirksliga (V): 1962.
- Champion en Amateurliga Ost (IV): 1967.
- Champion de la 1. Amateurliga Saarland (III): 1968.
- Champion en Bezirkliga Nord: 1984.
- Vice-champion de la Landesliga Saarland, Groupe Nord: 1995, 2003, 2005.